# Avio (Italie)
Pour les articles homonymes, voir Avio.
Avio (en allemand : Awen) est une commune italienne d'environ 4 100 habitants située dans la province autonome de Trente dans la région du Trentin-Haut-Adige dans le nord-est de l'Italie.

## Administration
| Période                                  | Période | Identité | Étiquette | Qualité |
| ---------------------------------------- | ------- | -------- | --------- | ------- |
|                                          |         |          |           |         |
| Les données manquantes sont à compléter. |         |          |           |         |

### Hameaux
Sabbionara, Borghetto, Mama d'Avio, Masi d'Avio, Vò destro, Vò sinistro

### Communes limitrophes
Les communes limitrophes sont  Ala, Brentino Belluno, Brentonico, Dolcè, Ferrara di Monte Baldo, Malcesine et Sant'Anna d'Alfaedo.